# Sisak
Sisak je město ve středním Chorvatsku. Žije zde 30 322 obyvatel, v celé opčině žilo k roku 2021 40 185 obyvatel. Sisak je správním střediskem Sisacko-moslavinské župy. Město leží přesně na soutoku řek Sáva a Kupa do které se ještě vlévá řeka Odra, přibližně 57 km jihovýchodně od hlavního města Záhřebu.

## Název
Název je původem keltský a Římané jej zaznamenali jako Segestica nebo Segedsta. V řečtině se objevuje v podobě Σισκία (Siskia). Tak ji převzali i Římané jako Siscia. Do němčiny byl tento název později přejat jako Sissek, do maďarštiny jako Sziszek a současná podoba v chorvatštině vznikla podle nich. 

## Historie

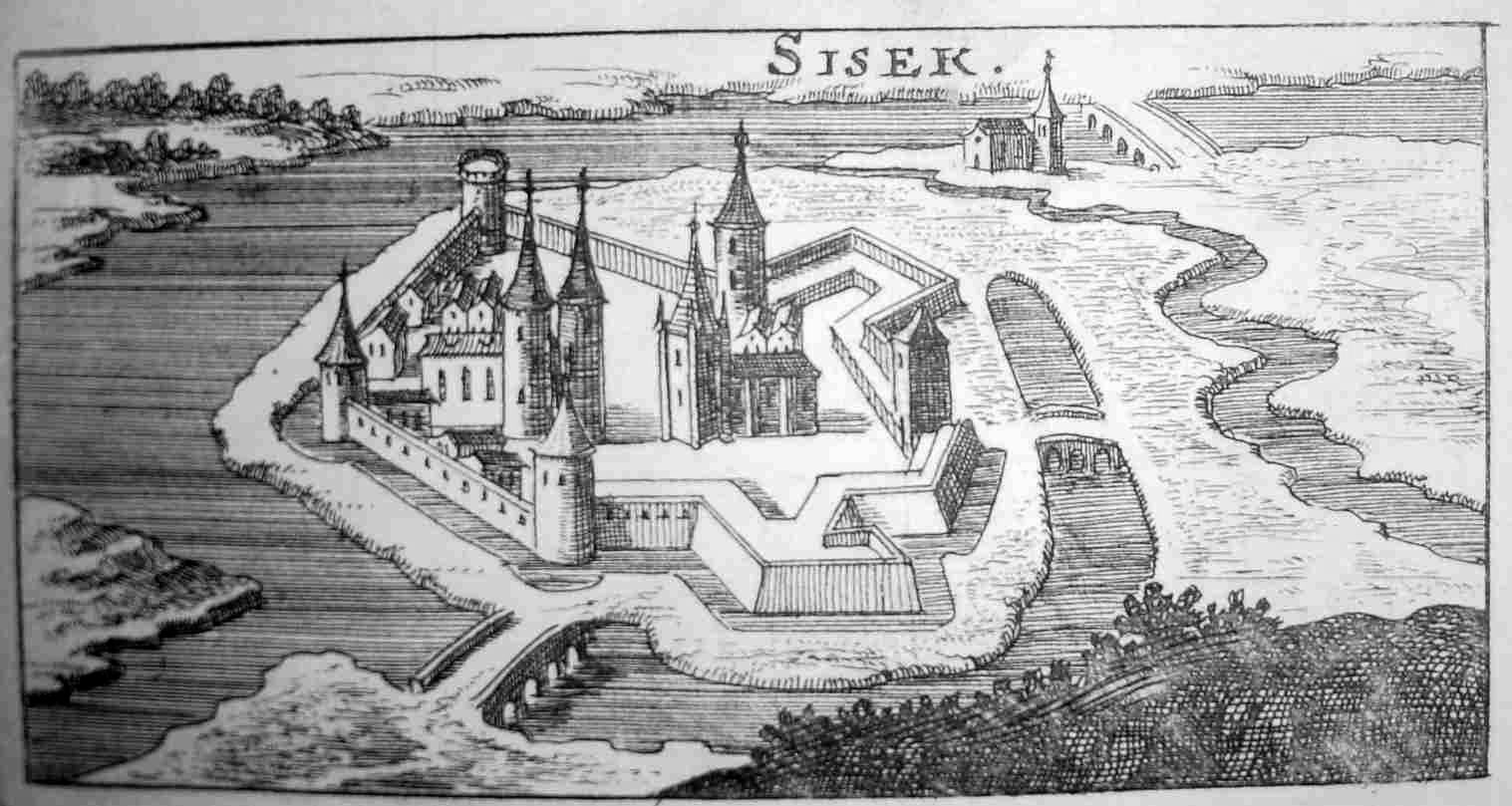
Stari grad - pevnost na rytině ze 17. století

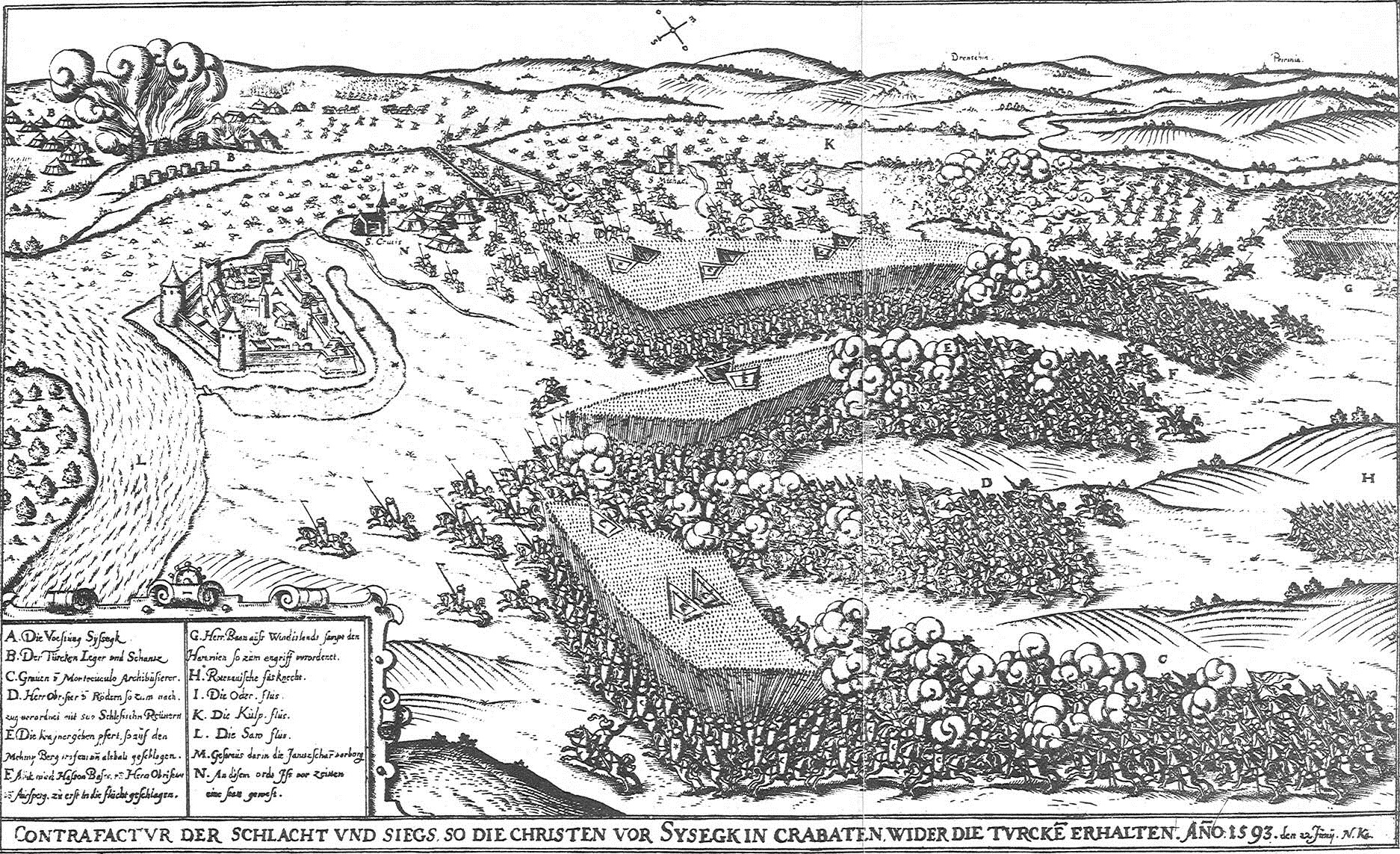
Bitva u Sisaku v roce 1593

### Nejstarší dějiny
Na území Sisaku žijí lidé už přes 2 500 let. Vzniklo zde ilyrsko-keltské sídlo Segestica. Strategická poloha na soutoku řek Kupa a Odra z něj časem udělala významné sídlo. To si později podmanili Římané. V dobách Římské říše byla vystavěna první kamenná pevnost, a město bylo nazváno Siscia. Část z antických vykopávek je dochována v samotném středu města v blízkosti katedrály Povýšení svatého kříže. Již ve třetím století n. l. se zde vytvořila komunita křesťanů. Při nájezdech barbarů byl roku 309 zavražděn zdejší biskup svatý Quirinus, který je dodnes patronem města.

### Středověk a turecká doba
Po pádu nedalekého města Bihać do tureckých rukou byly výpravy Turků směrem k dnešnímu městu stále častější. O bojích mezi oběma mocnostmi o Sisak mezi oběma mocnostmi se zmiňoval i turecký cestovatel Evlija Čelebi, který ve svém cestopise Seyahatname uvedl, že Turci Sisak deset dní obléhali, píše o dobytí města a výstavbě mešity pro potřeby tureckých vojáků, stejně jako o vzniku muničního skladu.
Habsburkové byli nicméně schopni náporu tureckého vojska čelit a v posledních desetiletích 16. století zastavit turecký postup směrem do centrálního Chorvatska a regionu Turopolje. Roku 1593 svedla vítěznou bitvu u Sisaku spojená vojska Rakouska pod velením Ruprechta z Eggenberka, Melchiora z Redernu a Ondřeje z Auerspergu s podporou uherského magnáta Tamáše Erdödyho a janičářů. Ve městě byla přítomná stálá vojenská posádka, samotný Sisak se nacházel přímo na začátku tzv. Vojenské hranice. Ta procházela řekou Kupou a rozdělovala jej na dvě části. 

### 19. a 20. století
V roce 1839 se hrálo v Sisaku první divadelní představení. Zhruba v téže době bylo město prohlášeno v Záhřebu za město s tržním právem (ekvivalent statusu města v Zalitavsku). Na počátku 19. století vznikla pravoúhlá uliční síť dnešního středu města, do té doby se soustředila zástavba Sisaku jen na několik málo ulic souběžných s řekou Kupou. V mapách josefinského 1. mapování je ještě patrná budova Velkého Kaptolu na břehu řeky Kupy. 
V 19. století byla i na území dnešního Chorvatska budována železnice. Sisak byl jedním z prvních měst, kam byla přivedena. Trať ze Záhřebu přes Sisak vedla dále do obce Novska. Její ukončení v Sisaku zaznamenaly mapy druhého vojenského mapování. V mapách rakousko-uherského třetího vojenského mapování je ještě vyobrazen Starý Sisak (severněji, na levém břehu Sávy) a Nový Sisak (jižněji, na území Vojenské hranice). První uvedený se objevoval také jako tzv. Civilní Sisak a druhý potom jako Vojenský Sisak (německy Militär-Sisek). V oblasti dnešní ulice Rimska se nacházel přístav na řece Kupě a z původní hlavní trati odbočovala směrem na východ vlečka, rovněž k břehu řeky, kde stál druhý přístav.
V roce 1874 byly místní samosprávy (vojenské hranice i mimo ni) sloučeny a Sisak se stal z administrativního hlediska jednotným městem. Získaly také prvního společného starostu, kterým byl Franjo Lovrić. I když hlavní železniční tah z centra Chorvatska do Slavonie a tehdejšího nejvýchodnějšího města Chorvatsko-slavonského království, Zemunu, později vedl jinudy, město zažilo vznik řady továren a proces industrializace.
Již na počátku 20. století byl Sisak průmyslovým městem, měl mj. železárny. Industrializaci zde umožnila první světová válka, nové provozy vznikaly narychlo v lokalitě Caprag.
V roce 1923 se zde uskutečnil první let dvouplošníkem, který inicioval István Hosszú.
Během 2. světové války, v době ustašovského Chorvatska se zde nacházela dětská část koncentračního tábora Jasenovac, jednoho z největších chorvatských koncentračních táborů, popravováni tu byli zejména Srbové, Židé a Romové. Již na jaře 1941 byly v Sisaku zformovány první partyzánské jednotky, které bojovaly proti ustašovskému režimu. Ve městě se nacházely tajné sklady zbraní a partyzáni se ukrývali v okolních lesích. Sisak byl osvobozen 5. května 1945.
Po skončení války se v Sisaku konal soudní proces s tzv. Pintarovou skupinou.
Po skončení druhé světové války byla zahájena obnova města. Nemalé prostředky byly investovány do průmyslového rozvoje a výstavby. Zapojeny byly i pracovní brigády mládeže. Vznikly podniky v oblasti metalurgické výroby, potravinářské závody a jižně od města byla zbudována rafinerie. V roce 1964 vyprodukovala 1,8 milionů tun ropných derivátů. Značný význam získal i místní přístav na řece Sávě. Východně od středu města bylo postaveno panelové sídliště, které vyplnilo prostor od lokality Tomićev put ke středu Sisaku. Hlavní silnice přes město (D37) byla obvedena západně od Sisaku.
V roce 1991 se město stalo jedním s center bojů války Chorvatů za samostatnost, tehdy zde bylo zabito kolem 100 Srbů. Město nicméně přijalo ohromný počet uprchlíků z válečných oblastí (odhadem až 10 tisíc), především proto, že se nacházelo poměrně blízko válečné zóny. Kromě toho v 90. letech 20. století došlo k dezindustrializaci. Město se pokoušelo tento trend zvrátit na počátku 21. století zřízením nové průmyslové zóny.
V roce 2005 byla v Sisaku otevřena nová průmyslová zóna. V roce 2009 bylo obnoveno sídlo římskokatolické diecéze. 28. prosince 2020 v Sisaku došlo ke dvěma silným zemětřesením, která dosáhla na Richterově stupnici hodnot 5,2 a 4,9. Epicentrum se nacházelo v sousedním městě Petrinja. Po otřesech byl za pomoci prostředků z EU zahájen proces rozsáhlé obnovy řady poškozených budov ve městě.

## Obyvatelstvo
V roce 2021 žilo v Sisaku 27 559 obyvatel, což je téměř o dvacet tisíc méně, než tomu bylo podle posledního jugoslávského sčítání lidu v roce 1991. Úbytek byl způsoben jednak válkou v 90. letech, ale také dezindustrializací a přirozeným klesajícím trendem v chorvatské demografii. Širší město má zhruba o dvacet tisíc obyvatel více, nicméně se jedná i o přilehlé vesnice.
Obyvatelstvo se hlásí většinově k chorvatské národnosti (přes 83 %), dále k srbské (7,46 %), bosňácké (1,52 %) a k dalším. Tři čtvrtiny obyvatel se identifikují s Římskokatolickou církví. V roce 2022 zde ve spolupráci s Tureckem bylo otevřeno islámské centrum.

## Ekonomika

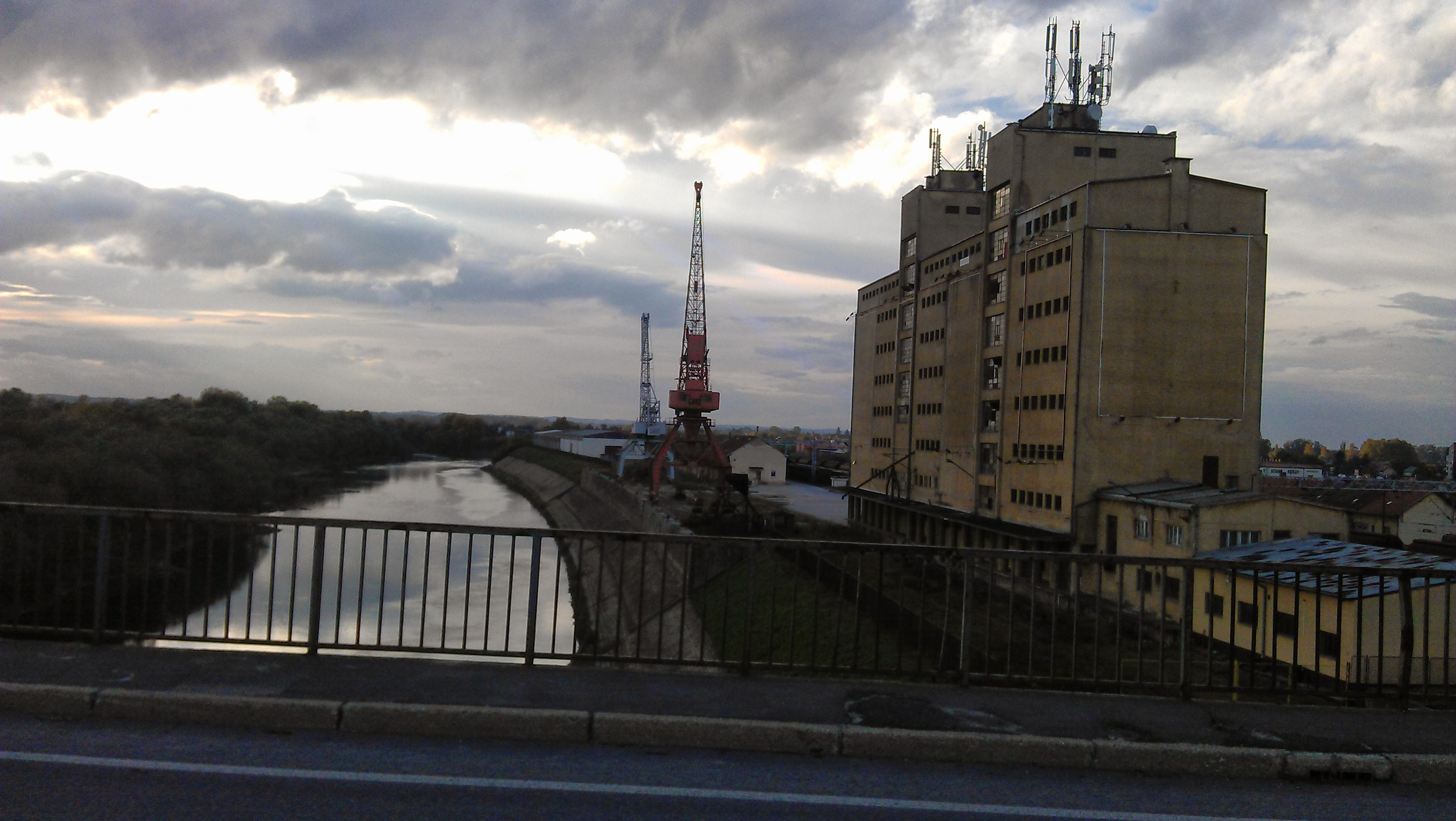
Přístav v Sisaku.

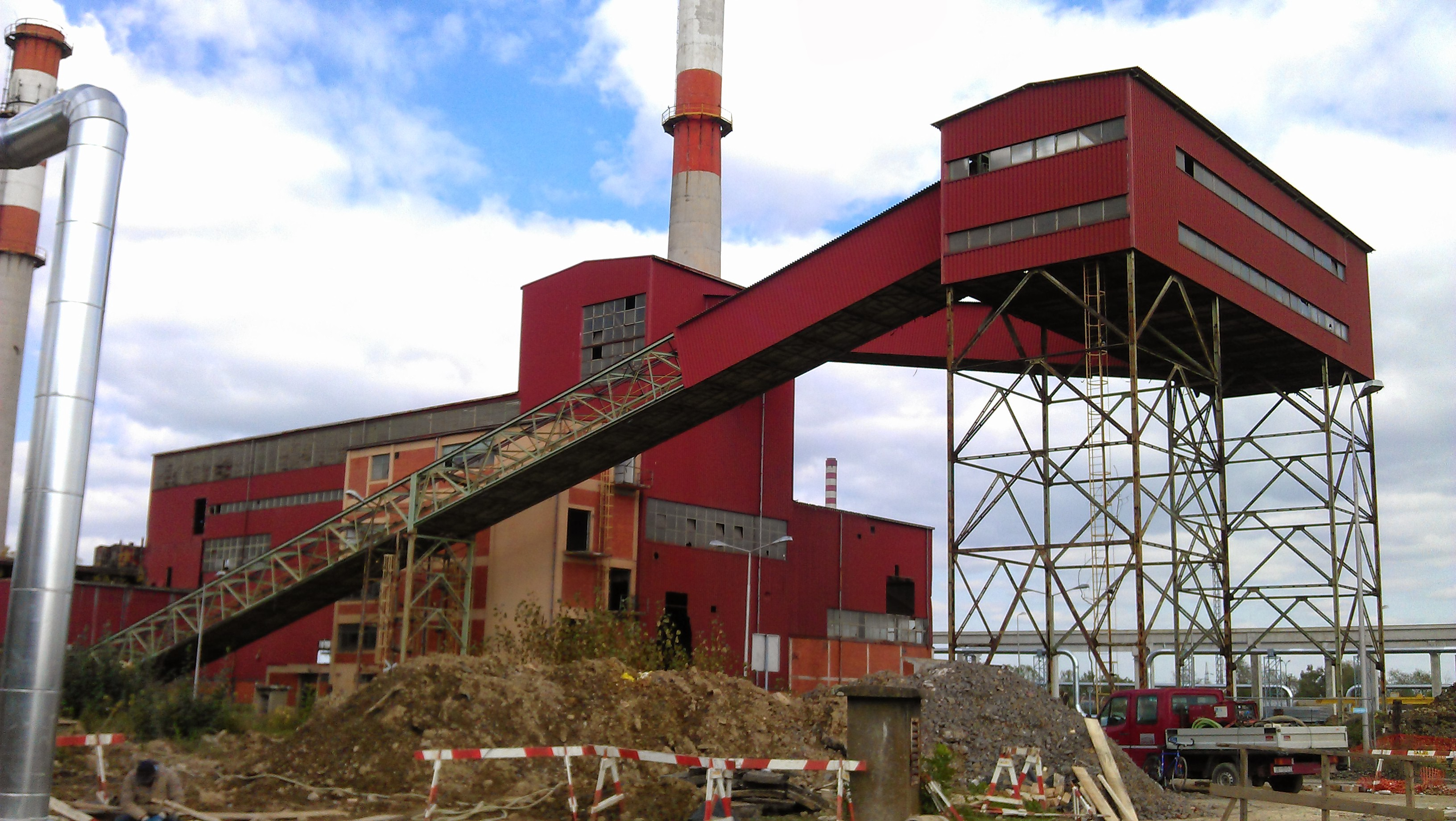
Opuštěná továrna.

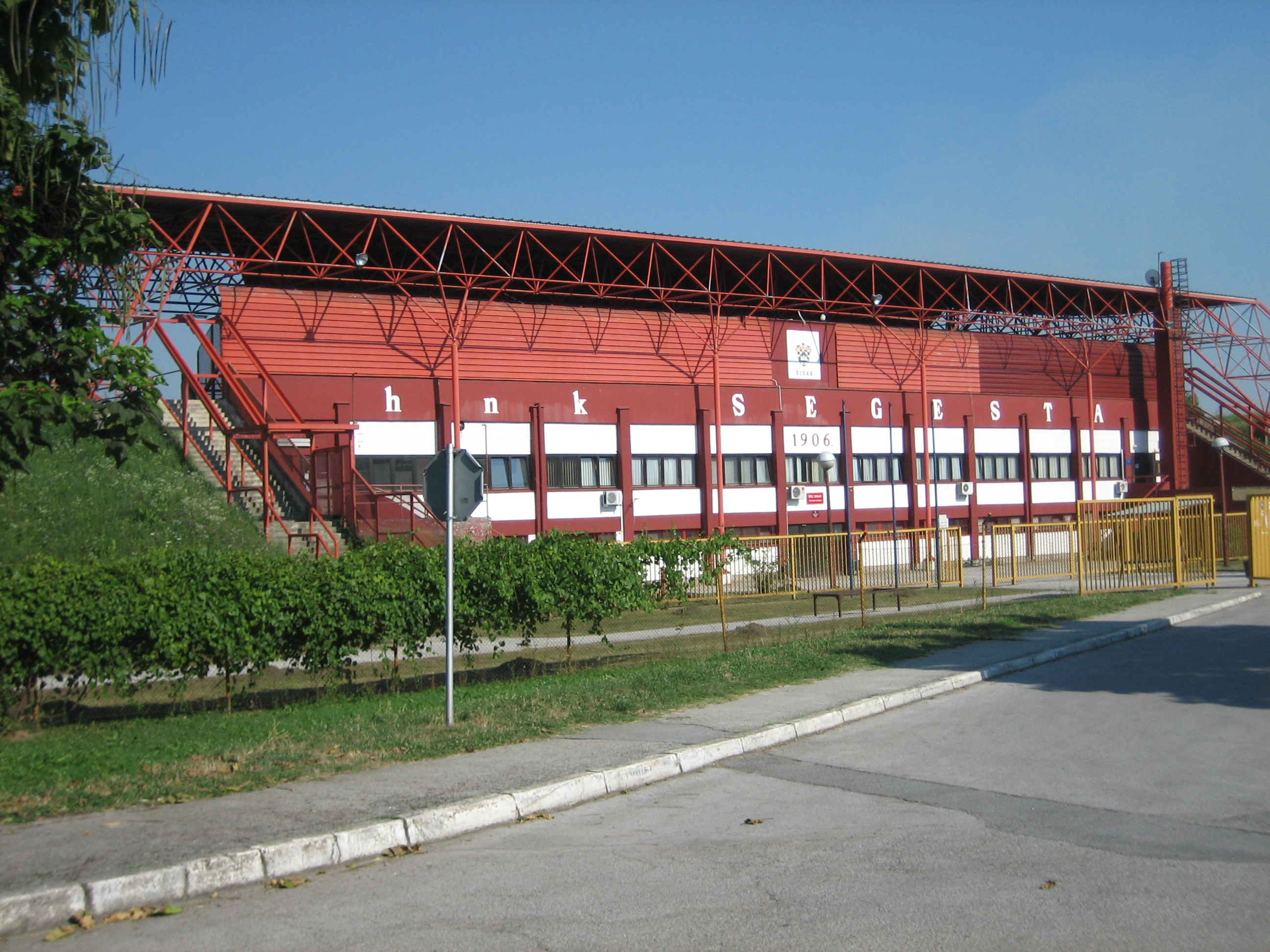
Fotbalový stadion, kde hraje tým HNK Segesta.

Hlavními hospodářskými odvětvími v městské aglomeraci jsou zemědělství a metalurgie (dřívější železárna slouží jako školicí středisko fakulty metalurgie Záhřebské univerzity), kožedělný průmysl a výroba potravin (továrna na výrobu nealkoholických a alkoholických nápojů s názvem Segestica). Nedaleko města se těží ropa a upravuje se v místní rafinerii. Výhledově zde má být i bioplynová stanice.
Město je napojeno Železniční trať Záhřeb – Sisak – Novska.

## Kultura
V Sisaku se nachází Divadlo 21 (chorvatsky Kazalište 21). Městská knihovna stojí v blízkosti radnice, na břehu řeky Sávy. V Sisaku také stojí dům kultury (chorvatsky Dom kulture Kristalna kocka vedrine). Stojí na místě, kde se mimo jiné nacházela zámečnická dílna, v níž pracoval Josip Broz Tito.
Ve městě se také pořádá pravidelně festival varhanní hudby s názvem Ars organi sisciae a v létě zde probíhá i dětský divadelní festival.

## Památky a turistika
- Archeologický park se základy antické římské pevnosti
- Stari grad - pevnost vystavěná v 16. století, s kostelem sv. Kříže z 18. století. Slouží především jako muzeum, v expozici připomíná vítěznou bitvu nad Turky v roce 1593.[15]
- Velki Kaptol a Mali Kaptol- barokní biskupská rezidence s kostelem na břehu řeky Kupy, dřívější sídla biskupské kapituly
- historické centrum města
- Kostel sv. Marie Magdalény na okraji Sisaku
- Synagoga z roku 1807
- promenáda na břehu řeky Kupy, na ni navazuje
- Stari most - moderní kamenný most přes řeku Kupu z let 1925-1934
- Holandský dům, překladiště obilí s průčelím nápadně připomínající nizozemskou architekturu.

## Ostatní instituce
V Sisaku se nachází také věznice

## Příroda
- Horké minerální prameny, mají teplotu od 42 do 52 °C.
- na obou řekách se rybaří
- přírodní park Lonjsko polje zahrnuje močály a mokřady v okolí řeky.

## Školství
- Metalurgická fakulta Univerzity v Záhřebu

## Sport
Ve městě hraje tým HNK Segesta, který má svůj vlastní stadion.

## Rodáci
- Ljudevít Posávský – vládce panonských Slovanů, povstalých proti Franské říši v letech 813-823
- Tamás Erdődy, také Toma Bakač (1588-1624) – uherský magnát, velitel a chorvatský bán
- Ivica Horvat (1926–2012) – jugoslávský fotbalista

## Partnerská města
- Heidenheim an der Brenz
- Gabrovo
- Remchingen
- Szombathely
- Lešno
- Jihlava

## Fotogalerie

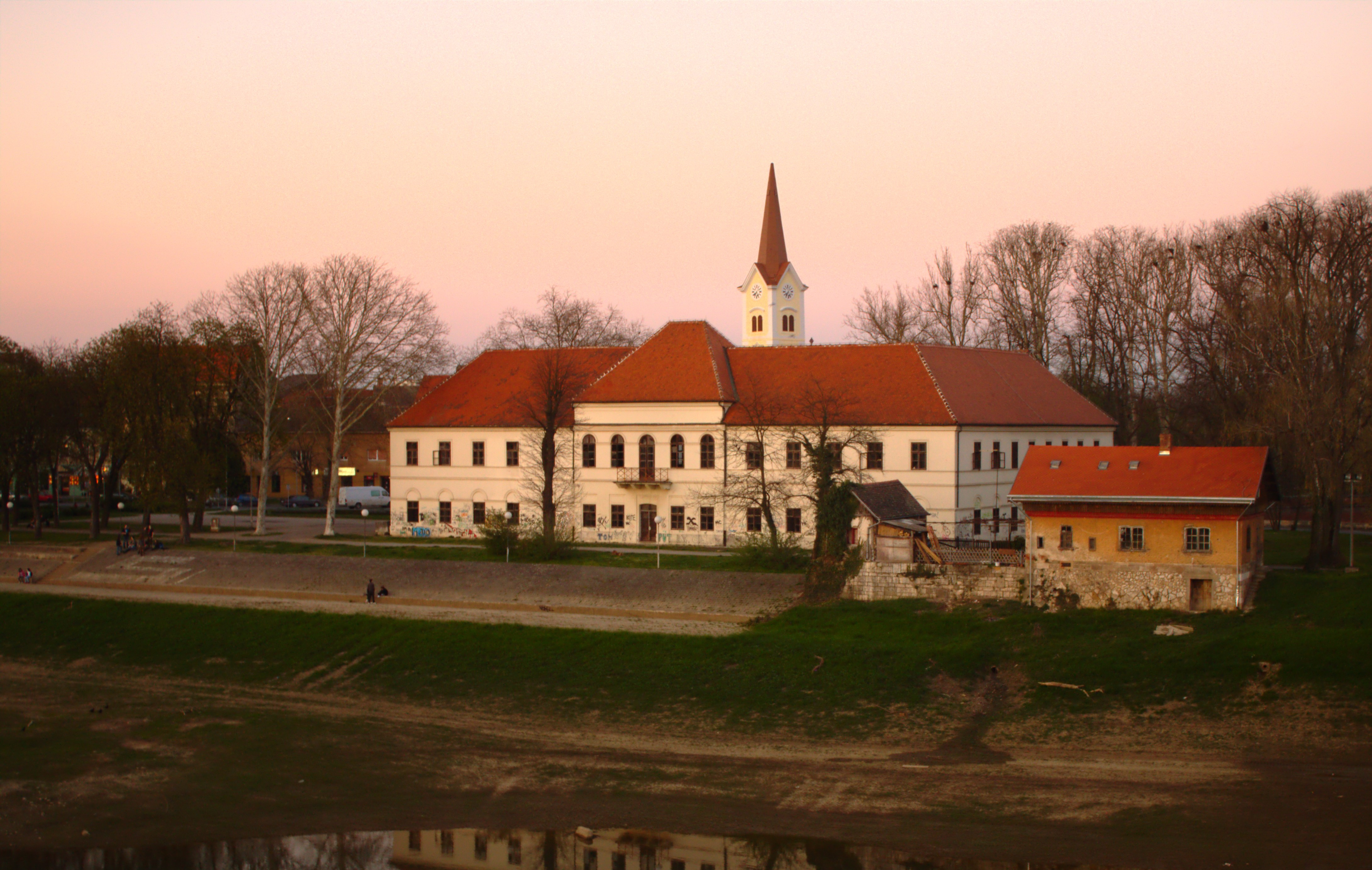
Velki Kaptol, bývalé sídlo kapituly s kostelem
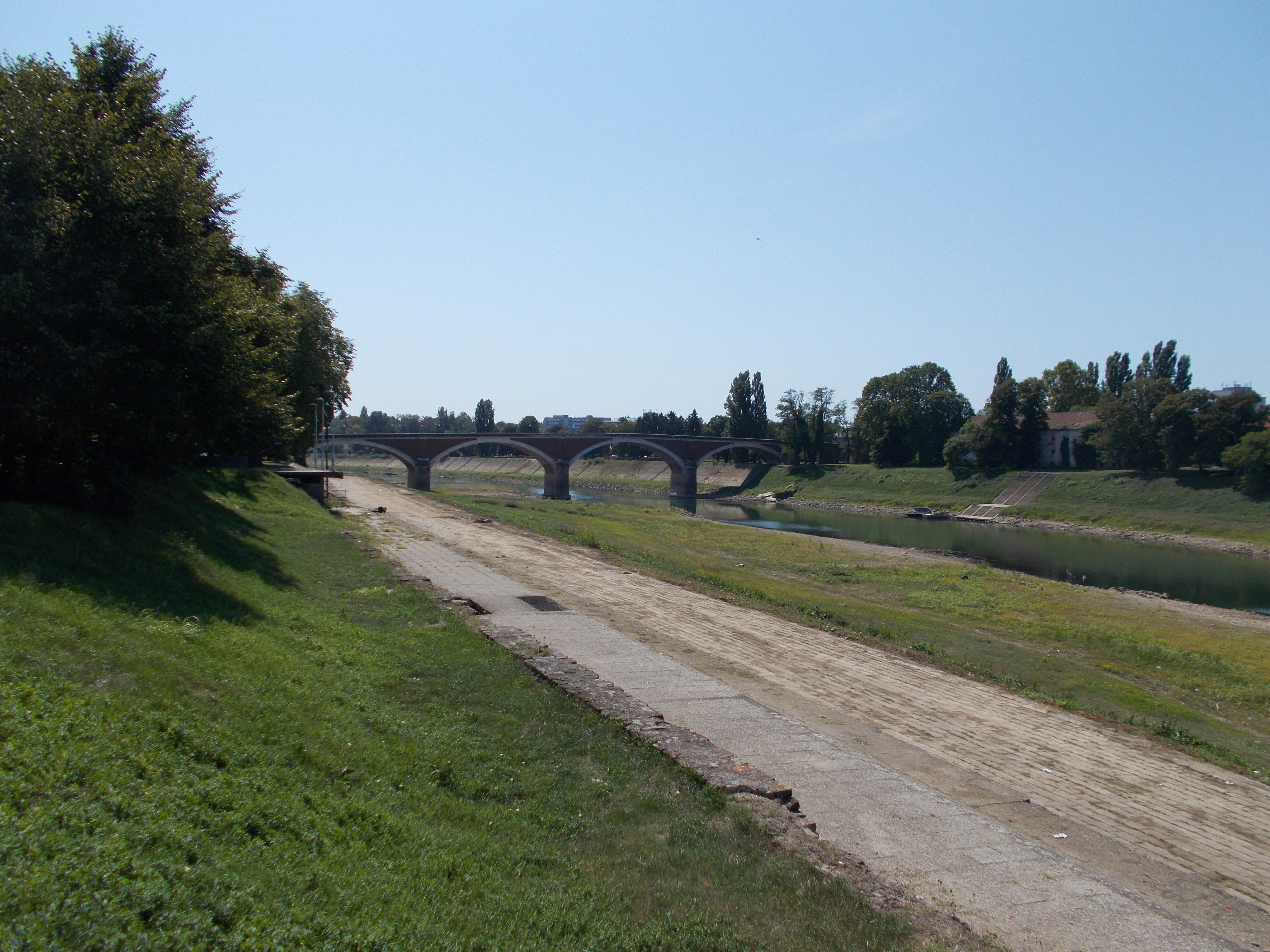
Stari most
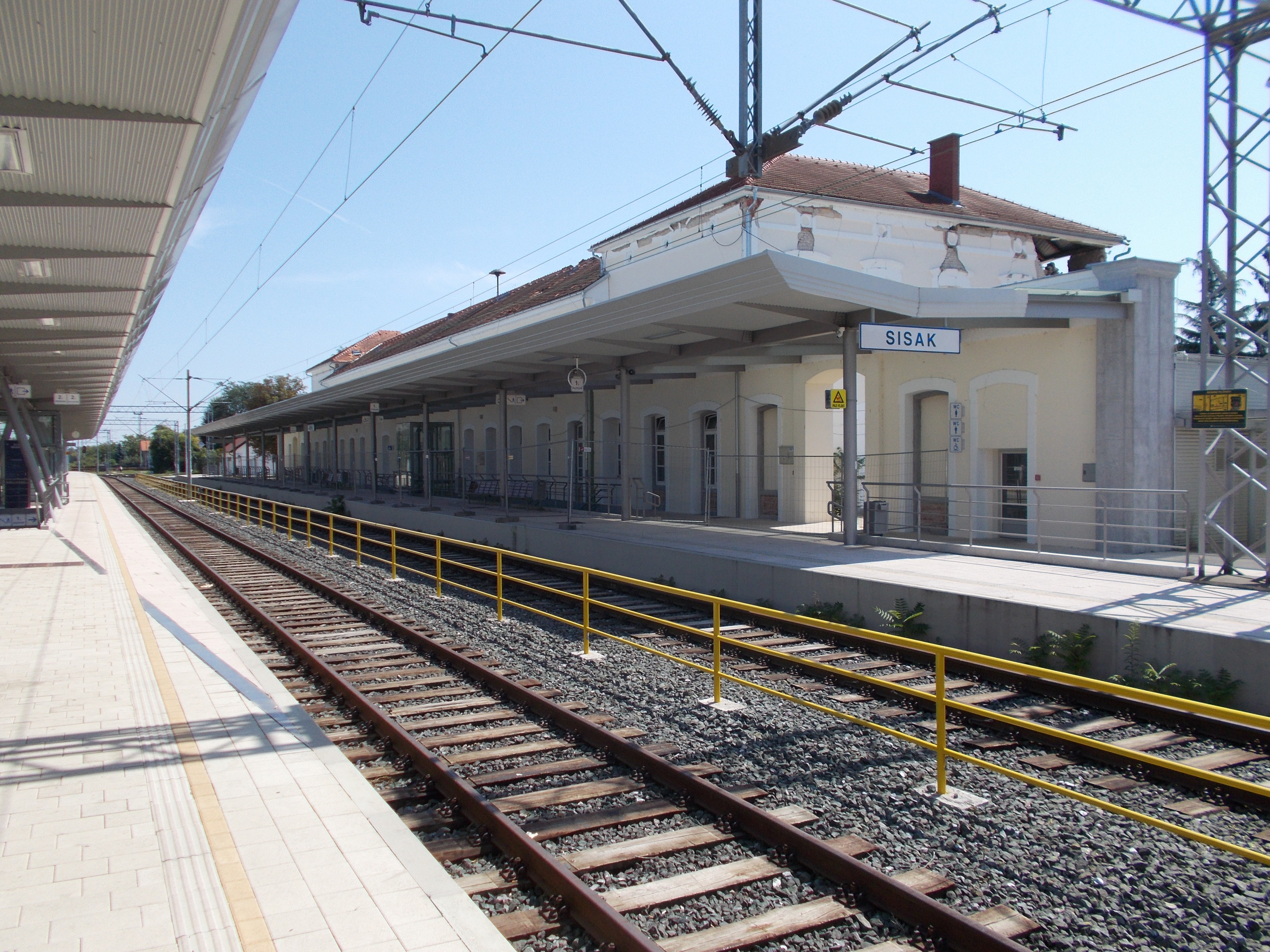
Železniční stanice